# Seznam památných stromů v okrese Litoměřice
Toto je seznam památných stromů v okrese Litoměřice, v němž jsou uvedeny památné stromy na území okresu Litoměřice.
| Název                                        | Obrázek                                              | Umístění                                                     | Druh                                      | Obvod [v cm] | Kód wikidata      | Galerie                                                                                   | Poznámka |
| -------------------------------------------- | ---------------------------------------------------- | ------------------------------------------------------------ | ----------------------------------------- | ------------ | ----------------- | ----------------------------------------------------------------------------------------- | --- |
| Oskeruše u Bílého Újezdu                     |                                                      | Bílý Újezd                                                   | jeřáb oskeruše                            | 224          | 101906 Q26787355  |                                                                                           | V poli poblíž osady |
| Dub u Brozan                                 |                                                      | Brozany nad Ohří 50°27′5″ s. š., 14°9′11″ v. d.              | dub letní                                 | 475          | 101886 Q26787336  |                                                                                           | Jihovýchodně od obce, mezi mlýnským náhonem a ramenem Ohře, v lesním porostu v lokalitě "Ve starých oborách"                              |
| Lípa v Brozanech nad Ohří                    |                                                      | Brozany nad Ohří 50°27′26″ s. š., 14°8′10″ v. d.             | lípa malolistá                            | 370          | 105197 Q26789721  |                                                                                           | Na pravé straně u vstupu na hřbitov |
| Dub u Břehoryj                               |                                                      | Břehoryje 50°32′30″ s. š., 14°18′57″ v. d.                   | dub letní                                 | 650          | 101890 Q26787340  | Kategorie „Dub u Břehoryj“ na Wikimedia Commons                                           | SVV od obce, u lesní cesty na hraně hlubokého příkrého zářezu                                                                             |
| Dub v Bříze mezi rybníčky                    |                                                      | Bříza 50°21′43″ s. š., 14°13′2″ v. d.                        | dub letní                                 | 346          | 101874 Q26787324  |                                                                                           | V severní části obce u silnice mezi dvěma rybníčky                                                                                        |
| Jilm v Babíně                                |                                                      | Budyně nad Ohří 50°24′16″ s. š., 14°7′16″ v. d.              | jilm habrolistý                           | 450          | 105735 Q26790279  |                                                                                           | V porostu lužního lesa u lesní cesty v lokalitě Babín cca 200 m západně od Budyně nad Ohří                                                |
| Jírovec maďal ve Ctiněvsi                    | Lípa malolistá a jírovec maďal ve Ctiněvsi u kostela | Ctiněves 50°22′33″ s. š., 14°18′26″ v. d.                    | jírovec maďal                             | 404          | 105419 Q26789996  | Kategorie „Ctiněves - lípa malolistá a jírovec maďal“ na Wikimedia Commons                | V obci vedle vchodu do kostela sv. Matouše                                                                                                |
| Lípa malolistá ve Ctiněvsi                   | Lípa malolistá ve Ctiněvsi pod kostelem              | Ctiněves 50°22′32″ s. š., 14°18′27″ v. d.                    | lípa malolistá                            | 440          | 105420 Q26790027  | Kategorie „Ctiněves - lípa malolistá a jírovec maďal“ na Wikimedia Commons                | V obci před kostelem sv. Matouše |
| Dub letní na rozcestí                        |                                                      | Černěves 50°27′15″ s. š., 14°14′30″ v. d.                    | dub letní                                 | 328          | 105475 Q26790057  | Kategorie „Quercus robur in Černěves“ na Wikimedia Commons                                | Na okraji obce na křižovatcer místních komunikací vedoucích k Labi a do obce                                                              |
| Král Luhu †                                  |                                                      | Černěves 50°26′33″ s. š., 14°14′29″ v. d.                    | dub letní                                 | 442          | 105030            |                                                                                           | V rozsáhlém lesním porostu nivy Labe |
| Valouškova hrušeň                            |                                                      | Černěves 50°27′12″ s. š., 14°14′37″ v. d.                    | hrušeň obecná                             | 333          | 105474 Q26790056  |                                                                                           | V soukromé ovocné zahradě |
| Jilm vaz v Černivi                           | Jilm vaz v Černivi                                   | Černiv 50°26′44″ s. š., 14°3′37″ v. d.                       | jilm vaz                                  | 260          | 101866 Q26787318  |                                                                                           | V centru obce |
| Lípa v Dlažkovicích                          |                                                      | Dlažkovice 50°27′54″ s. š., 13°58′1″ v. d.                   | lípa malolistá                            | 410          | 101895 Q26787345  |                                                                                           | V obci v zámeckém parku |
| Dub u Dobříně                                |                                                      | Dobříň 50°26′25″ s. š., 14°17′29″ v. d.                      | dub letní                                 | 475          | 101887 Q26787337  | Kategorie „Dobříňský háj“ na Wikimedia Commons                                            | Na okraji lesa v lesním porostu na náplavech Labe, na okraji lesa, severozápadně od Dobříně                                               |
| Dub v Dobříňském háji                        |                                                      | Dobříň 50°26′35″ s. š., 14°17′30″ v. d.                      | dub letní                                 | 495          | 101888 Q26787338  | Kategorie „Dobříňský háj“ na Wikimedia Commons                                            | V lesním porostu na náplavech Labe, u elektrovodu, severozápadní okraj Dobříně                                                            |
| Buk v Doksanech                              |                                                      | Doksany 50°27′17″ s. š., 14°9′30″ v. d.                      | buk lesní červenolistý                    | 505          | 101893 Q26787343  |                                                                                           | V zámeckém parku u cesty |
| Jinan v Doksanech                            |                                                      | Doksany 50°27′16″ s. š., 14°9′32″ v. d.                      | jinan dvoulaločný                         | 340          | 101909 Q26787358  |                                                                                           | V zámeckém parku pod budovami kláštera |
| Lípa srdčitá v Doksanech                     |                                                      | Doksany 50°27′9″ s. š., 14°10′4″ v. d.                       | lípa malolistá                            | 306          | 105029 Q26789629  |                                                                                           | U základní školy ve dvoře |
| Platan v Doksanech                           |                                                      | Doksany 50°27′17″ s. š., 14°9′34″ v. d.                      | platan javorolistý                        | 370          | 101892 Q26787342  |                                                                                           | Na travnaté ploše prvního nádvoří kláštera                                                                                                |
| Lípa v Horním Šebířově                       |                                                      | Dolní Šebířov                                                | lípa velkolistá                           | 538          | 101908 Q26787357  |                                                                                           | V zaniklé osadě Horní Šebířov |
| Menší lípa v Horním Šebířově                 |                                                      | Dolní Šebířov                                                | lípa velkolistá                           | 435          | 101905 Q26787354  |                                                                                           | V zaniklé osadě Horní Šebířov |
| Lípa v Dubičné                               |                                                      | Dubičná                                                      | lípa malolistá                            | 405          | 101920 Q26787366  |                                                                                           | V obci na návsi u křížku |
| Lípa v Hlinné                                | Lípa v Hlinné                                        | Hlinná                                                       | lípa malolistá                            | 250          | 101918 Q26787364  |                                                                                           | Na okraji obce poblíž studny |
| Jeřáb oskeruše                               |                                                      | Horní Řepčice 50°33′28″ s. š., 14°14′38″ v. d.               | jeřáb oskeruše                            | 263          | 105839 Q26790414  |                                                                                           | Za obcí v polích |
| Lípa srdčitá v Charvátcích                   |                                                      | Charvatce u Martiněvsi 50°21′46″ s. š., 14°9′25″ v. d.       | lípa malolistá                            | 286          | 105028 Q26789628  |                                                                                           | Východně od obce Charvatce uprostřed zemědělsky obhospodařovaných pozemků                                                                 |
| Borovice černá u Chodoun                     | Borovice černá u Chodoun                             | Chodouny 50°27′56″ s. š., 14°15′1″ v. d.                     | borovice černá                            | 220          | 101885 Q26787334  |                                                                                           | Jižně od obce, vpravo od silnice na Zavadilku, na katastrální hranici                                                                     |
| Buk pod Trojhorou                            |                                                      | Chudoslavice                                                 | buk lesní                                 | 339          | 101878 Q26787329  |                                                                                           | U lesní cesty na Trojhoru |
| Babyka u Košťálova                           |                                                      | Jenčice                                                      | javor babyka                              | 240          | 101915 Q26787362  |                                                                                           | U obce v areálu vodárny |
| Oskeruše u Košťálova                         | Oskeruše u Košťálova                                 | Jenčice                                                      | jeřáb oskeruše                            | 358          | 101913 Q12031351  | Kategorie „Košťálovská oskeruše“ na Wikimedia Commons                                     | Poblíž obce nedaleko areálu vodárny |
| Dub u Kalovic                                |                                                      | Kalovice 50°33′9″ s. š., 14°24′23″ v. d.                     | dub letní                                 | 540          | 101896 Q26787346  |                                                                                           | Na pravé straně silnice Sukorady-Kalovice; dvoják                                                                                         |
| Duby u kapličky                              |                                                      | Kamýk u Litoměřic                                            | dub zimní (3)                             | 0            | 101911 Q26780507  |                                                                                           | V lese na Plešivci poblíž kapličky sv. Jana Křtitele; obvod kmenů: 368 cm, 443 cm, 375 cm                                                 |
| Lípa u kostela                               |                                                      | Konojedy u Úštěku                                            | lípa malolistá (2)                        | 0            | 101916 Q26780511  |                                                                                           | V obci u kostela Nanebevzetí Panny Marie                                                                                                  |
| Lípa v zámeckém parku                        |                                                      | Konojedy u Úštěku                                            | lípa malolistá                            | 421          | 101902 Q26787351  |                                                                                           | V bývalém zámeckém parku u rybníka |
| Lípy v Křešově                               |                                                      | Křešov 50°29′38″ s. š., 14°23′58″ v. d.                      | lípa malolistá (3)                        | 0            | 101883 Q26780508  |                                                                                           | V obci u křížku, u silnice na Lomy |
| Lípa ve Lhotě                                |                                                      | Lhota u Medvědic                                             | lípa malolistá                            | 720          | 101912 Q26787360  |                                                                                           | V obci na návsi poblíž čp.4 |
| Lípa u kapličky ve Lhotce nad Labem          |                                                      | Lhotka nad Labem                                             | lípa malolistá                            | 421          | 101904 Q26787353  |                                                                                           | V obci na návsi u kapličky |
| Dub v Palachově ulici †                      |                                                      | Litoměřice                                                   | dub zimní                                 | 413          | 101880            |                                                                                           | V Palachově ulici vedle čp. 712 |
| Jinany v Litoměřicích                        |                                                      | Litoměřice                                                   | jinan dvoulaločný (2)                     | 0            | 101921 Q26780505  | Kategorie „Ginkgo biloba in Litoměřice“ na Wikimedia Commons                              | V areálu bývalé nemocnice |
| Jírovec v Litoměřicích                       |                                                      | Litoměřice 50°32′ s. š., 14°7′34″ v. d.                      | jírovec maďal                             | 335          | 101900 Q26787349  | Kategorie „Aesculus hippocastanum in the former Litoměřice hospital“ na Wikimedia Commons | v areálu bývalé nemocnice, dnes Domova důchodců                                                                                           |
| Dřezovec v Lovosicích                        |                                                      | Lovosice 50°30′37″ s. š., 14°3′9″ v. d.                      | dřezovec trojtrnný                        | 330          | 101898 Q26787348  |                                                                                           | V areálu bývalého cukrovaru, za železniční tratí, při komunikaci směrem na Čížkovice                                                      |
| Dub v Lovosicích                             |                                                      | Lovosice 50°30′51″ s. š., 14°3′12″ v. d.                     | dub letní                                 | 400          | 101875 Q26787325  |                                                                                           | V centrální části města na Václavském náměstí                                                                                             |
| Jeřáb břek v Lovosicích                      |                                                      | Lovosice 50°30′50″ s. š., 14°2′51″ v. d.                     | jeřáb břek                                | 198          | 104846 Q26789496  |                                                                                           | v areálu základní školy ve Všehrdově ulici                                                                                                |
| Oskeruše u vinařství                         |                                                      | Malé Žernoseky 50°32′1″ s. š., 14°2′57″ v. d.                | jeřáb oskeruše                            | 260          | 106437 Q112861548 |                                                                                           | Na krajnici ulice U Vinárny, mezi stromy, naproti domu č.p. 281                                                                           |
| Lípa u Malešova                              |                                                      | Malešov u Hoštky 50°30′55″ s. š., 14°21′31″ v. d.            | lípa malolistá                            | 500          | 101891 Q26787341  | Kategorie „Lípa u Malešova“ na Wikimedia Commons                                          | Na okraji pole, na pravé straně silnice směrem na Střížovice                                                                              |
| Mišpule v Miřejovicích                       |                                                      | Miřejovice                                                   | mišpule německá                           | 55           | 101910 Q26787359  |                                                                                           | Na konci obce v keřovém pásu v příkopu u silnice                                                                                          |
| Lípa na Markovském                           |                                                      | Mšené-lázně 50°21′51″ s. š., 14°6′20″ v. d.                  | lípa velkolistá                           | 445          | 101882 Q26787332  |                                                                                           | Na západ od obce v polích u cesty |
| Lípa v Zahájí                                |                                                      | Mšené-lázně 50°22′47″ s. š., 14°6′44″ v. d.                  | lípa velkolistá                           | 420          | 101897 Q26787347  |                                                                                           | Ve dvoře samoty Zahájí |
| Lípa u pomníčku v Novém Týně                 |                                                      | Muckov                                                       | lípa malolistá                            | 330          | 101901 Q26787350  |                                                                                           | V zaniklé osadě Nový Týn u silnice z Levína na Starý Týn u pomníčku                                                                       |
| Náčkovická lípa                              |                                                      | Náčkovice                                                    | lípa malolistá                            | 435          | 104723 Q26789355  |                                                                                           | Na okraji osady u domu čp. 17; stáří cca 200 let                                                                                          |
| Borovice černá u Nížeboh                     |                                                      | Nížebohy 50°24′33″ s. š., 14°11′4″ v. d.                     | borovice černá                            | 216          | 105031 Q26789630  |                                                                                           | Na terénní vyvýšenině uprostřed lesního porostu                                                                                           |
| Oskeruše pod Lovošem                         |                                                      | Oparno                                                       | jeřáb oskeruše                            | 222          | 101907 Q26787356  |                                                                                           | V lesním porostu poblíž cesty na Lovoš |
| Dub letní pod Hostenickým jezem              |                                                      | Písty 50°25′55″ s. š., 14°9′10″ v. d.                        | dub letní                                 | 535          | 105026 Q26789626  |                                                                                           | V nivě řeky Ohře cca 300 m pod Hostenickým jezem                                                                                          |
| Pnětlucký dub                                |                                                      | Pnětluky u Podsedic                                          | dub letní                                 | 425          | 101917 Q26787363  | Kategorie „Pnětlucký dub“ na Wikimedia Commons                                            | Před bývalým zámkem u točny autobusu |
| Buky lesní v Myslivně                        |                                                      | Poplze 50°23′41″ s. š., 14°4′23″ v. d.                       | buk lesní (2)                             | 0            | 101867 Q26780513  |                                                                                           | Na rozcestí lesních cest u areálu školky dřevin v blízkosti PR Myslivna                                                                   |
| Dub letní u Malé Ohře                        |                                                      | Poplze 50°23′52″ s. š., 14°5′19″ v. d.                       | dub letní                                 | 510          | 101869 Q26787319  |                                                                                           | Poblíž Malé Ohře, při ústí odvodňovacího kanálu z PR Myslivna                                                                             |
| Duby letní v Myslivně                        |                                                      | Poplze 50°23′46″ s. š., 14°4′31″ v. d.                       | dub letní (2)                             | 0            | 101868 Q26780514  |                                                                                           | Na louce mezi cestou do Kostelce a rezervací Myslivna                                                                                     |
| Zbyškův strom                                |                                                      | Prackovice nad Labem 50°34′13″ s. š., 14°2′6″ v. d.          | dub letní                                 | 418          | 106125 Q26790814  |                                                                                           | V obci u čp. 59 |
| Lípa u Radostic                              |                                                      | Radostice u Vchynice                                         | lípa malolistá                            | 302          | 104932 Q26789552  |                                                                                           | Nedaleko osady uprostřed zemědělských pozemků, pod lípou je křížek; stáří cca 180 let                                                     |
| Oskeruše u Radostic                          | Oskeruše u Radostic                                  | Radostice u Vchynice 50°30′12″ s. š., 14°0′31″ v. d.         | jeřáb oskeruše                            | 284          | 104933 Q16515843  |                                                                                           | Poblíž osady na okraji lesního porostu |
| Radouňská lípa u božích muk                  | Kmen památné lípy a křížek - boží muka               | Radouň u Štětí 50°28′44″ s. š., 14°24′5″ v. d.               | lípa malolistá                            | 345          | 105779 Q26790361  | Kategorie „Radouňská lípa u božích muk“ na Wikimedia Commons                              | Vpravo u silnice z Radouně na Chcebuz ve stráni u božích muk                                                                              |
| Dřezovec trojtrnný u VOŠ                     |                                                      | Roudnice nad Labem 50°25′10″ s. š., 14°15′7″ v. d.           | dřezovec trojtrnný                        | 210          | 105027 Q26789627  | Kategorie „Dřezovec trojtrnný u VOŠ“ na Wikimedia Commons                                 | V areálu Vyšší odborné školy ve Špindlerově ulici                                                                                         |
| Lípa U Lidušky                               |                                                      | Roudnice nad Labem 50°25′33″ s. š., 14°15′30″ v. d.          | lípa malolistá                            | 306          | 101872 Q26787322  | Kategorie „Lípa u Lidušky“ na Wikimedia Commons                                           | V areálu základní umělecké školy (Rvačov)                                                                                                 |
| Ořechovec u 2. ZŠ                            |                                                      | Roudnice nad Labem 50°25′21″ s. š., 14°15′28″ v. d.          | ořechovec pekanový                        | 230          | 106141 Q73593975  | Kategorie „Ořechovec u 2. ZŠ“ na Wikimedia Commons                                        | V prostoru zahrady při 2. ZŠ Jungmanova                                                                                                   |
| Platan v nemocnici                           |                                                      | Roudnice nad Labem 50°25′18″ s. š., 14°14′54″ v. d.          | platan javorolistý                        | 300          | 101871 Q26787321  | Kategorie „Platan v nemocnici“ na Wikimedia Commons                                       | V areálu nemocnice |
| Dub letní u Vladimírova                      |                                                      | Rovné pod Řípem 50°24′ s. š., 14°16′3″ v. d.                 | dub letní                                 | 309          | 105032 Q26789631  |                                                                                           | při spodním okraji zalesněného svahu u bývalého statku Vladimírov                                                                         |
| Lipová alej na úpatí památné hory Říp        |                                                      | Rovné pod Řípem 50°23′53″ s. š., 14°17′40″ v. d.             | lípa velkolistá (26) lípa malolistá (117) | 0            | 105453 Q26790862  | Kategorie „Lipová alej na úpatí památné hory Říp“ na Wikimedia Commons                    | Po obou stranách cesty z obce Krabčice k úpatí Řípu; stromy č. 2 a 143 spadly při vichřici v r. 2009 - oznámení o zahájení řízení         |
| Lípa za Soběnickou loukou                    |                                                      | Soběnice                                                     | lípa malolistá                            | 254          | 101876 Q26787326  |                                                                                           | U lesní cesty za Soběnickou loukou |
| Lípa srdčitá                                 |                                                      | Solany 50°27′10″ s. š., 13°55′8″ v. d.                       | lípa malolistá                            | 409          | 105687 Q26790234  | Kategorie „Lípa sdrčitá (Solany)“ na Wikimedia Commons                                    | V obci u kostela sv. Martina v areálu uzavřeném ohradní zdí                                                                               |
| Buk za Srdovskou hájovnou                    |                                                      | Srdov                                                        | buk lesní                                 | 269          | 101879 Q26787330  |                                                                                           | Nedaleko srdovské hájovny, vedle komunikace ze Srdova do Lhotska                                                                          |
| Lípy u Křížku                                |                                                      | Sukorady 50°31′40″ s. š., 14°26′0″ v. d.                     | lípa malolistá (4)                        | 0            | 101899 Q26780510  |                                                                                           | Jihovýchodně od obce, na vyvýšeném místě kolem bývalého křížku                                                                            |
| Oskeruše u Těchobuzic                        |                                                      | Těchobuzice                                                  | jeřáb oskeruše                            | 311          | 101903 Q26787352  | Kategorie „Oskeruše u Těchobuzic“ na Wikimedia Commons                                    | Na západním okraji osady směrem na Ploskovice, u polní cesty                                                                              |
| Hlošina úzkolistá (Elaeagnus angustifolia) † |                                                      | Terezín                                                      | hlošina úzkolistá                         | 281          | 105332            |                                                                                           | V areálu bývalé vojenské nemocnice Terezín-Kréta za vrátnicí                                                                              |
| Tlučeňský dub                                |                                                      | Tlučeň                                                       | dub letní                                 | 398          | 106196 Q73601574  |                                                                                           | v zahradě u domu č.p. 45 |
| Lípa v Třebenicích                           |                                                      | Třebenice 50°28′33″ s. š., 13°59′42″ v. d.                   | lípa velkolistá                           | 505          | 101894 Q26787344  |                                                                                           | Na pozemku hřbitova ve spodní části města                                                                                                 |
| Třebenická lípa                              |                                                      | Třebenice                                                    | lípa malolistá                            | 320          | 101914 Q26787361  |                                                                                           | V zahradě poblíž fary |
| Buk u Třebívlic                              |                                                      | Třebívlice 50°27′27″ s. š., 13°54′11″ v. d.                  | buk lesní                                 | 0            | 101884 Q26787333  |                                                                                           | V obci, vpravo od komunikace na Solany, ještě před železničním přejezdem                                                                  |
| Lípa v Třebívlicích                          |                                                      | Třebívlice 50°27′28″ s. š., 13°54′13″ v. d.                  | lípa malolistá                            | 667          | 101870 Q26787320  |                                                                                           | V obci |
| Dub v Panském lese                           |                                                      | Třebušín                                                     | dub zimní                                 | 274          | 101877 Q26787328  |                                                                                           | Vedle lesní cesty v Panském lese, lokalita "Na šedesátce"                                                                                 |
| Buky v Bažantnici                            |                                                      | Vědomice 50°25′47″ s. š., 14°16′22″ v. d.                    | buk lesní (5)                             | 0            | 105033 Q26780516  | Kategorie „Buky v Bažantnici“ na Wikimedia Commons                                        | Uprostřed lesního porostu v prostoru bývalé bažantnice cca 200 m od areálu Pod Lipou; obvod kmenů: 242 cm, 198 cm, 218 cm, 285 cm, 324 cm |
| Oskeruše Pod Ostrým                          |                                                      | Velemín 50°32′13″ s. š., 13°57′38″ v. d.                     | jeřáb oskeruše                            | 0            | 106069 Q26790684  |                                                                                           | Na louce na okraji lesního porostu poblíž silnice Velemín-Milešov                                                                         |
| Šimrova lípa                                 |                                                      | Velemín                                                      | lípa velkolistá                           | 391          | 104648 Q26789308  |                                                                                           | Ve střední části obce u domu čp. 178; stáří cca 400 let                                                                                   |
| Borovice v Luhu                              |                                                      | Záluží u Roudnice nad Labem 50°28′2″ s. š., 14°19′37″ v. d.  | borovice černá                            | 358          | 101889 Q26787339  |                                                                                           | Na křižovatce hlavních lesních cest, severovýchodně od obce                                                                               |
| Lípa v Kozlovicích                           | Lípa v Kozlovicích                                   | Záluží u Roudnice nad Labem 50°27′24″ s. š., 14°18′36″ v. d. | lípa malolistá                            | 510          | 101873 Q26787323  | Kategorie „Lime in Kozlovice“ na Wikimedia Commons                                        | Na pravé straně vjezdu do obce Kozlovice                                                                                                  |
| Lípa v Zimoři                                |                                                      | Zimoř 50°34′44″ s. š., 14°18′53″ v. d.                       | lípa malolistá                            | 630          | 101881 Q26787331  |                                                                                           | V obci u hlavní silnice, proti čp. 7 |
| Oskeruše pod Radobýlem                       |                                                      | Žalhostice 50°31′36″ s. š., 14°5′14″ v. d.                   | jeřáb oskeruše                            | 259          | 101919 Q26787365  |                                                                                           | Poblíž Radobýlu, severně od obce |